# Rue Gâtine
La rue Gâtine est une voie de la commune française de Bondy.

## Origine du nom

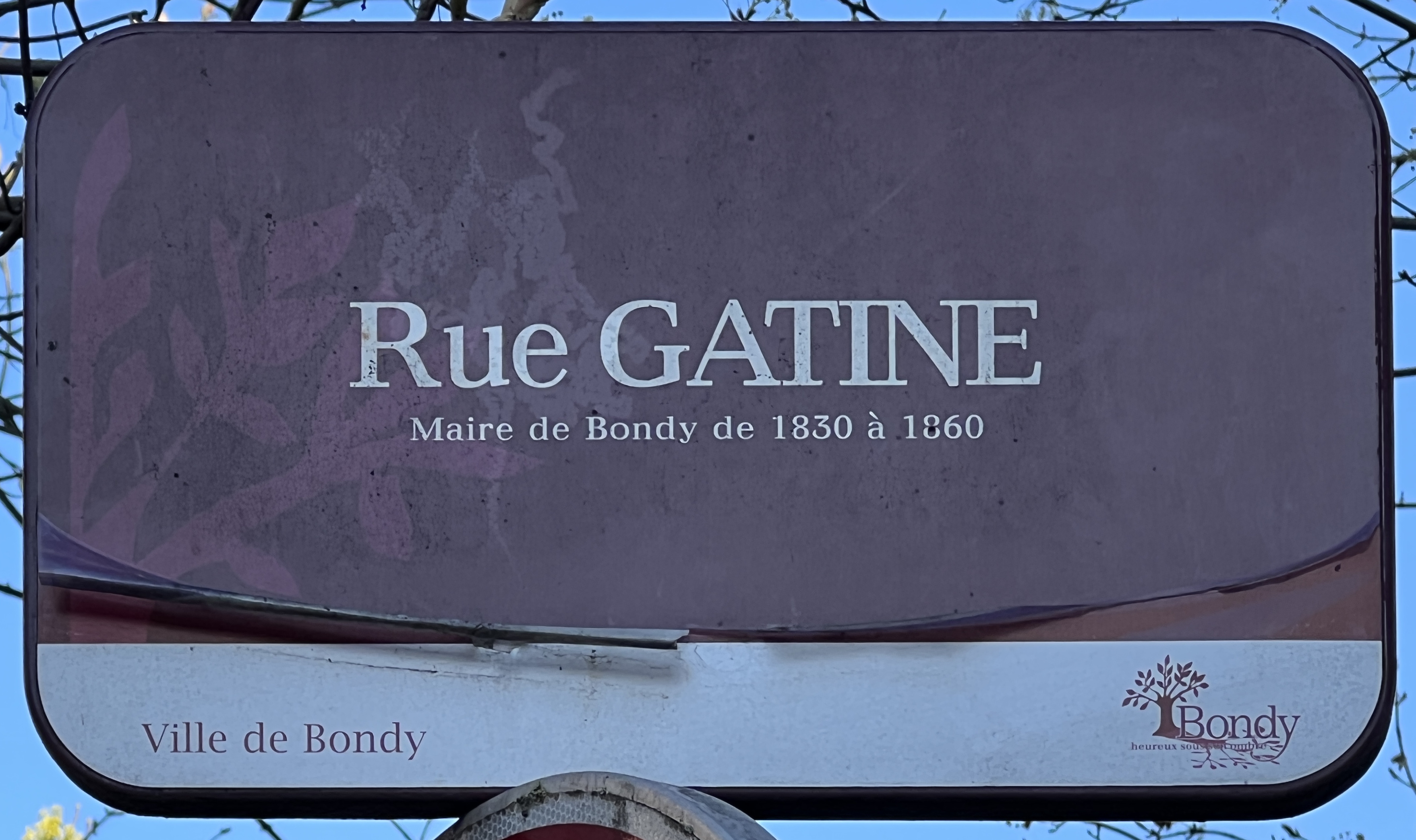
Plaque de la rue.

Cette rue est nommée en hommage Antoine Hyacinthe Gâtine, maire de la commune de 1823 à 1830. Ambroise Magloire Gâtine, dont le fils Adolphe Ambroise Alexandre Gatine était avocat au Conseil d’État et à la Cour de cassation, lui succéda de 1830 à 1860.

## Historique

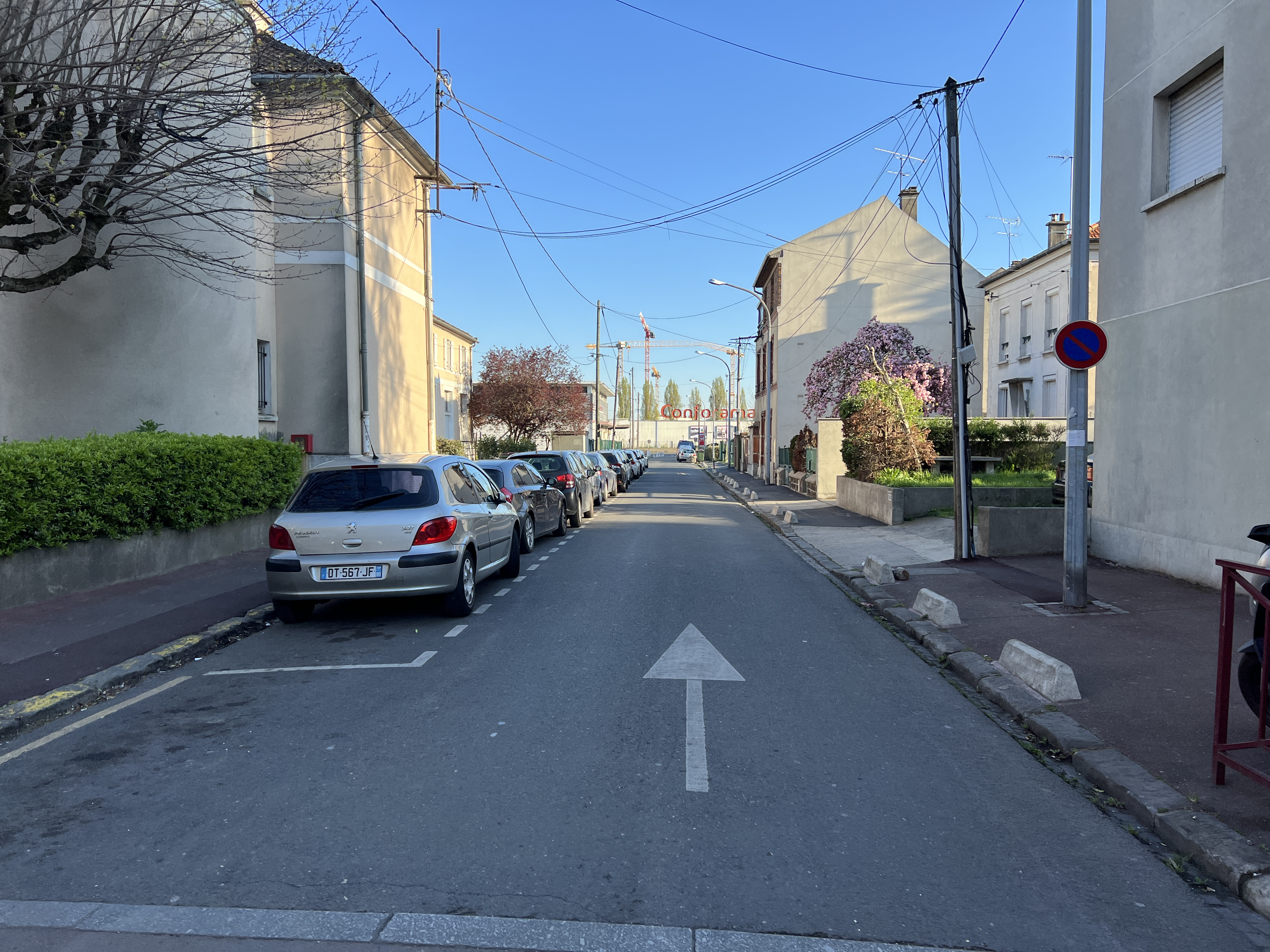
La rue en avril 2022.

Au début du XIXe siècle, aller de la route nationale à la rue Saint-Denis (aujourd'hui rue Jules-Guesde), exigeait un détour par la rue de la Croix (rue Auguste-Polissard) ou bien la place Gambetta. Le maire de la ville, qui possédait une parcelle de terrain à cet endroit, la céda à la commune à un prix très avantageux afin d'y ouvrir un chemin direct, ce qui fut fait en 1845.

## Bâtiments remarquables et lieux de mémoire
C'est dans cette rue que se trouvait l'ancienne mairie, devenue mairie annexe dans les années 1930.